# Chili aux Jeux olympiques d'été de 2024
Le Chili participe aux Jeux olympiques de 2024 à Paris. Il s'agit de sa 25e participation à des Jeux olympiques d'été.
Le joueur de tennis Nicolás Jarry et la rameuse d'aviron Antonia Abraham sont nommés porte-drapeau de la délégation en juillet 2024.

## Nombre d’athlètes qualifiés par sport
Voici la liste des qualifiés et sélectionnés chiliens par sport (remplaçants compris) :
| Sport                                 | Hommes | Femmes | Total |
| ------------------------------------- | ------ | ------ | ----- |
| Athlétisme                            | 6      | 3      | 9     |
| Aviron                                | 2      | 2      | 4     |
| Canoë-kayak                           | 0      | 3      | 3     |
| Cyclisme                              | 2      | 2      | 4     |
| Équitation                            | 1      | 0      | 1     |
| Escrime                               | 0      | 1      | 1     |
| Golf                                  | 2      | 0      | 2     |
| Judo                                  | 1      | 1      | 2     |
| Lutte                                 | 2      | 0      | 2     |
| Sports aquatiques • Natation sportive | 1      | 1      | 2     |
| Pentathlon moderne                    | 1      | 0      | 1     |
| Taekwondo                             | 1      | 1      | 2     |
| Tennis                                | 3      | 0      | 3     |
| Tennis de table                       | 1      | 2      | 3     |
| Tir                                   | 1      | 1      | 2     |
| Tir à l'arc                           | 1      | 0      | 1     |
| Triathlon                             | 2      | 0      | 2     |
| Voile                                 | 1      | 1      | 2     |
| Volley-ball • Beach-volley            | 2      | 0      | 2     |
| Total                                 | 30     | 18     | 48    |

## Bilan général
| Sport | Médaille d'or, Jeux olympiques | Médaille d'argent, Jeux olympiques | Médaille de bronze, Jeux olympiques | Total | Rang pays |
| ----- | ------------------------------ | ---------------------------------- | ----------------------------------- | ----- | --------- |
| Lutte | 0                              | 1                                  | 0                                   | 1     | 13e       |
| Tir   | 1                              | 0                                  | 0                                   | 1     | 8e        |
| Total | 1                              | 1                                  | 0                                   | 2     | 55e       |

| Jour   | Médaille d'or, Jeux olympiques | Médaille d'argent, Jeux olympiques | Médaille de bronze, Jeux olympiques | Total |
| ------ | ------------------------------ | ---------------------------------- | ----------------------------------- | ----- |
| 4 août | 1                              | 0                                  | 0                                   | 1     |
| 6 août | 0                              | 1                                  | 0                                   | 1     |
| Total  | 1                              | 1                                  | 0                                   | 2     |

| Sexe   | Médaille d'or, Jeux olympiques | Médaille d'argent, Jeux olympiques | Médaille de bronze, Jeux olympiques | Total |
| ------ | ------------------------------ | ---------------------------------- | ----------------------------------- | ----- |
| Hommes | 0                              | 1                                  | 0                                   | 1     |
| Femmes | 1                              | 0                                  | 0                                   | 1     |
| Mixte  | 0                              | 0                                  | 0                                   | 0     |
| Total  | 1                              | 1                                  | 0                                   | 2     |

## Médaillés
| Sport | Discipline   | Athlète(s)         | Performance | Date   |
| ----- | ------------ | ------------------ | ----------- | ------ |
| Tir   | Skeet femmes | Francisca Crovetto | 55          | 4 août |

| Sport | Discipline             | Athlète(s)     | Performance               | Date   |
| ----- | ---------------------- | -------------- | ------------------------- | ------ |
| Lutte | Moins de 130 kg hommes | Yasmani Acosta | 0 - 6 contre Mijaín López | 6 août |

## Résultats

### Athlétisme

#### Hommes
| Athlètes      | Épreuve     | Premier tour (ou tour préliminaire) | Premier tour (ou tour préliminaire) | Repêchage (ou premier tour) | Repêchage (ou premier tour) | Demi-finales | Demi-finales | Finale          | Finale  |
| Athlètes      | Épreuve     | Temps                               | Rang                                | Temps                       | Rang                        | Temps        | Rang         | Temps           | Rang    |
| ------------- | ----------- | ----------------------------------- | ----------------------------------- | --------------------------- | --------------------------- | ------------ | ------------ | --------------- | ------- |
| Hugo Catrileo | Marathon    | Non disputé                         | Non disputé                         | Non disputé                 | Non disputé                 | Non disputé  | Non disputé  | 2 h 15 min 44 s | 59e     |
| Carlos Díaz   | Marathon    | Non disputé                         | Non disputé                         | Non disputé                 | Non disputé                 | Non disputé  | Non disputé  | 2 h 14 min 25 s | 53e     |
| Martín Sáenz  | 110 m haies | 13 s 83                             | 8e                                  | 13 s 95                     | 6e                          | Éliminé      | Éliminé      | Éliminé         | Éliminé |

| Athlètes          | Épreuve           | Qualification | Qualification | Finale      | Finale  |
| Athlètes          | Épreuve           | Performance   | Rang          | Performance | Rang    |
| ----------------- | ----------------- | ------------- | ------------- | ----------- | ------- |
| Claudio Romero    | Lancer du disque  | NM            | NM            | Éliminé     | Éliminé |
| Gabriel Kehr      | Lancer du marteau | 72,31 m       | 20e           | Éliminé     | Éliminé |
| Humberto Mansilla | Lancer du marteau | 71,83 m       | 24e           | Éliminé     | Éliminé |

#### Femmes
| Athlètes     | Épreuve | Premier tour (ou tour préliminaire) | Premier tour (ou tour préliminaire) | Repêchage (ou premier tour) | Repêchage (ou premier tour) | Demi-finales | Demi-finales | Finale   | Finale   |
| Athlètes     | Épreuve | Temps                               | Rang                                | Temps                       | Rang                        | Temps        | Rang         | Temps    | Rang     |
| ------------ | ------- | ----------------------------------- | ----------------------------------- | --------------------------- | --------------------------- | ------------ | ------------ | -------- | -------- |
| Martina Weil | 400 m   | 51 s 15                             | 4e                                  | 51 s 79                     | 6e                          | Éliminée     | Éliminée     | Éliminée | Éliminée |

| Athlètes       | Épreuve         | Qualification | Qualification | Finale      | Finale   |
| Athlètes       | Épreuve         | Performance   | Rang          | Performance | Rang     |
| -------------- | --------------- | ------------- | ------------- | ----------- | -------- |
| Natalia Duco   | Lancer du poids | 16,11 m       | 30e           | Éliminée    | Éliminée |
| Ivana Gallardo | Lancer du poids | 17,47 m       | 18e           | Éliminée    | Éliminée |

### Aviron
| Athlètes                   | Compétition                | Série         | Série | Repêchage     | Repêchage | Demi-finale | Demi-finale | Finale                 | Finale |
| Athlètes                   | Compétition                | Temps         | Rang  | Temps         | Rang      | Temps       | Rang        | Temps                  | Rang   |
| -------------------------- | -------------------------- | ------------- | ----- | ------------- | --------- | ----------- | ----------- | ---------------------- | ------ |
| César Abaroa Eber Sanhueza | Deux de couple poids léger | 6 min 46 s 90 | 4e    | 6 min 58 s 78 | 4e        | Éliminés    | Éliminés    | Finale C 6 min 28 s 00 | 13e    |

| Athlètes                       | Compétition       | Série         | Série | Repêchage | Repêchage | Demi-finale   | Demi-finale | Finale                 | Finale |
| Athlètes                       | Compétition       | Temps         | Rang  | Temps     | Rang      | Temps         | Rang        | Temps                  | Rang   |
| ------------------------------ | ----------------- | ------------- | ----- | --------- | --------- | ------------- | ----------- | ---------------------- | ------ |
| Antonia Abraham Melita Abraham | Deux sans barreur | 7 min 23 s 01 | 3e    | Exemptées | Exemptées | 7 min 26 s 82 | 4e          | Finale B 7 min 10 s 45 | 9e     |

### Canoë-kayak

#### Course en ligne
| Athlète                     | Compétition | Séries       | Séries | Quarts de finale | Quarts de finale | Demi-finales  | Demi-finales | Finales A, B, C       | Finales A, B, C |
| Athlète                     | Compétition | Temps        | Rang   | Temps            | Rang             | Temps         | Rang         | Temps                 | Rang            |
| --------------------------- | ----------- | ------------ | ------ | ---------------- | ---------------- | ------------- | ------------ | --------------------- | --------------- |
| María Mailliard             | C1 200 m    | 46 s 50      | 2e     | Exemptée         | Exemptée         | 46 s 76       | 6e           | Finale B 46 s 77      | 12e             |
| Karen Roco                  | C1 200 m    | 47 s 55      | 5e     | 47 s 73          | 2e               | 47 s 63       | 7e           | Finale B 48 s 25      | 15e             |
| María Mailliard Paula Gómez | C2 500 m    | 2 min 0 s 28 | 4e     | 2 min 0 s 82     | 2e               | 1 min 58 s 10 | 5e           | Finale B 2 min 5 s 02 | 12e             |

### Cyclisme

#### BMX
| Athlète        | Compétition | Tour de classement | Tour de classement | Tour de classement | Tour de classement | Finale   | Finale   | Finale  | Finale |
| Athlète        | Compétition | Manche 1           | Manche 2           | Moyenne            | Rang               | Manche 1 | Manche 2 | Moyenne | Rang   |
| -------------- | ----------- | ------------------ | ------------------ | ------------------ | ------------------ | -------- | -------- | ------- | ------ |
| Macarena Pérez | Femmes      | 85,13              | 83,36              | 84,24              | 7e                 | 83,80    | 84,55    | 84,55   | 5e     |

| Athlète         | Compétition | Quarts de finale | Quarts de finale | Quarts de finale | Quarts de finale | Quarts de finale | Repêchage | Repêchage | Demi-finales | Demi-finales | Demi-finales | Demi-finales | Demi-finales | Finale  | Finale  |
| Athlète         | Compétition | Manche 1         | Manche 2         | Manche 3         | Résultat         | Rang             | Temps     | Rang      | Manche 1     | Manche 2     | Manche 3     | Résultat     | Rang         | Temps   | Rang    |
| --------------- | ----------- | ---------------- | ---------------- | ---------------- | ---------------- | ---------------- | --------- | --------- | ------------ | ------------ | ------------ | ------------ | ------------ | ------- | ------- |
| Mauricio Molina | Hommes      | 7e               | 4e               | 6e               | 17               | 18e              | 33 s 881  | 3e        | DNF          | DNS          | DNS          | 24           | 8e           | Éliminé | Éliminé |

#### Route
| Athlète       | Compétition     | Temps          | Rang |
| ------------- | --------------- | -------------- | ---- |
| Catalina Soto | Course en ligne | 4 h 9 min 49 s | 60e  |

#### VTT
| Athlète         | Compétition | Temps          | Rang |
| --------------- | ----------- | -------------- | ---- |
| Martín Vidaurre | Hommes      | 1 h 29 min 0 s | 11e  |

### Équitation
| Athlète             | Cheval                 | Compétition | Qualification | Qualification | Qualification | Qualification | Qualification | Finale    | Finale    | Finale    | Finale  | Finale  |
| Athlète             | Cheval                 | Compétition | Pénalités     | Pénalités     | Pénalités     | Temps         | Rang          | Pénalités | Pénalités | Pénalités | Temps   | Rang    |
| Athlète             | Cheval                 | Compétition | Saut          | Temps         | Total         | Temps         | Rang          | Saut      | Temps     | Total     | Temps   | Rang    |
| ------------------- | ---------------------- | ----------- | ------------- | ------------- | ------------- | ------------- | ------------- | --------- | --------- | --------- | ------- | ------- |
| Agustín Covarrubias | Nelson du Petit Vivier | Individuel  | 28,00         | 3,00          | 31,00         | 81,68         | 65e           | Éliminé   | Éliminé   | Éliminé   | Éliminé | Éliminé |

### Escrime
| Athlète           | Compétition        | 1/32 de finale   | Seizièmes de finale | Huitièmes de finale | Quarts de finale | Demi-finales / Classement | Finale / Classement | Rang |
| Athlète           | Compétition        | Adversaire Score | Adversaire Score    | Adversaire Score    | Adversaire Score | Adversaire Score          | Adversaire Score    | Rang |
| ----------------- | ------------------ | ---------------- | ------------------- | ------------------- | ---------------- | ------------------------- | ------------------- | ---- |
| Arantza Inostroza | Fleuret individuel | Exemptée         | Guo Défaite 7-15    | Éliminée            | Éliminée         | Éliminée                  | Éliminée            | 26e  |

### Golf
| Athlète         | Compétition       | Jour 1  | Jour 1 | Jour 2  | Jour 2   | Jour 2 | Jour 3  | Jour 3   | Jour 3 | Jour 4  | Jour 4    | Jour 4 |
| Athlète         | Compétition       | Score   | Rang   | Score   | Total    | Rang   | Score   | Total    | Rang   | Score   | Total     | Rang   |
| --------------- | ----------------- | ------- | ------ | ------- | -------- | ------ | ------- | -------- | ------ | ------- | --------- | ------ |
| Joaquín Niemann | Épreuve masculine | 66 (-5) | 3e     | 70 (-1) | 136 (-6) | 10e    | 68 (-3) | 204 (-9) | 10e    | 68 (-3) | 272 (-12) | 9e     |
| Mito Pereira    | Épreuve masculine | 69 (-2) | 21e    | 76 (+5) | 145 (+3) | 54e    | 74 (+3) | 219 (+6) | 55e    | 66 (-5) | 285 (+1)  | 45e    |

### Judo
| Athlète        | Compétition     | 1er tour                | 2e tour             | Quart de finale     | Demi-finale         | Repêchage           | Finale / CB         | Rang    |
| Athlète        | Compétition     | Adversaire Résultat     | Adversaire Résultat | Adversaire Résultat | Adversaire Résultat | Adversaire Résultat | Adversaire Résultat | Rang    |
| -------------- | --------------- | ----------------------- | ------------------- | ------------------- | ------------------- | ------------------- | ------------------- | ------- |
| Thomas Briceño | Moins de 100 kg | Kuczera Défaite 00 - 10 | Éliminé             | Éliminé             | Éliminé             | Éliminé             | Éliminé             | Éliminé |

| Athlète         | Compétition    | 1er tour                 | 2e tour             | Quart de finale     | Demi-finale         | Repêchage           | Finale / CB         | Rang     |
| Athlète         | Compétition    | Adversaire Résultat      | Adversaire Résultat | Adversaire Résultat | Adversaire Résultat | Adversaire Résultat | Adversaire Résultat | Rang     |
| --------------- | -------------- | ------------------------ | ------------------- | ------------------- | ------------------- | ------------------- | ------------------- | -------- |
| Mary Dee Vargas | Moins de 48 kg | Martínez Défaite 00 - 01 | Éliminée            | Éliminée            | Éliminée            | Éliminée            | Éliminée            | Éliminée |

### Lutte
| Athlète        | Compétition     | Huitièmes de finale  | Quart de finale        | Demi-finale         | Repêchage           | Finale / CB         | Rang                               |
| Athlète        | Compétition     | Adversaire Résultat  | Adversaire Résultat    | Adversaire Résultat | Adversaire Résultat | Adversaire Résultat | Rang                               |
| -------------- | --------------- | -------------------- | ---------------------- | ------------------- | ------------------- | ------------------- | ---------------------------------- |
| Néstor Almanza | Moins de 67 kg  | Petic Défaite 0 - 4  | Éliminé                | Éliminé             | Éliminé             | Éliminé             | Éliminé                            |
| Yasmani Acosta | Moins de 130 kg | Milov Victoire 1 - 1 | Mohamed Victoire 2 - 1 | Meng Victoire 1 - 1 | Exempté             | López Défaite 0 - 6 | Médaille d'argent, Jeux olympiques |

### Natation
| Athlète           | Épreuve          | Séries        | Séries | Finale  | Finale  |
| Athlète           | Épreuve          | Temps         | Rang   | Temps   | Rang    |
| ----------------- | ---------------- | ------------- | ------ | ------- | ------- |
| Eduardo Cisternas | 400 m nage libre | 3 min 51 s 29 | 25e    | Éliminé | Éliminé |

| Athlète         | Épreuve            | Séries         | Séries | Finale   | Finale   |
| Athlète         | Épreuve            | Temps          | Rang   | Temps    | Rang     |
| --------------- | ------------------ | -------------- | ------ | -------- | -------- |
| Kristel Köbrich | 800 m nage libre   | 8 min 46 s 46  | 15e    | Éliminée | Éliminée |
| Kristel Köbrich | 1 500 m nage libre | 16 min 27 s 18 | 14e    | Éliminée | Éliminée |

### Pentathlon moderne
| Athlètes | Compétition | Qualifications Poule d'escrime | Qualifications Poule d'escrime | Demi-finale | Demi-finale | Demi-finale | Demi-finale | Demi-finale | Demi-finale | Demi-finale | Demi-finale | Demi-finale | Demi-finale | Demi-finale | Finale     | Finale     | Finale  | Finale  | Finale  | Finale  | Finale   | Finale   | Finale   | Finale    | Finale    | Finale    | Finale    | Total | Rang |
| Athlètes | Compétition | Qualifications Poule d'escrime | Qualifications Poule d'escrime | Escrime     | Escrime     | Escrime     | Escrime     | Natation    | Natation    | Natation    | Laser-Run   | Laser-Run   | Laser-Run   | Laser-Run   | Equitation | Equitation | Escrime | Escrime | Escrime | Escrime | Natation | Natation | Natation | Laser-Run | Laser-Run | Laser-Run | Laser-Run | Total | Rang |
| Athlètes | Compétition | Vict.                          | Points                         | Vict.       | BR          | Rang        | Points      | Temps       | Rang        | Points      | Hand.       | Temps       | Rang        | Points      | Rang       | Points     | Vict.   | BR      | Rang    | Points  | Temps    | Rang     | Points   | Hand.     | Temps     | Rang      | Points    | Total | Rang |
| -------- | ----------- | ------------------------------ | ------------------------------ | ----------- | ----------- | ----------- | ----------- | ----------- | ----------- | ----------- | ----------- | ----------- | ----------- | ----------- | ---------- | ---------- | ------- | ------- | ------- | ------- | -------- | -------- | -------- | --------- | --------- | --------- | --------- | ----- | ---- |
|          | Hommes      |                                |                                |             |             | e           |             |             | e           |             |             |             | e           |             | e          |            |         |         | e       |         |          | e        |          |           |           | e         |           |       | e    |
|          | Femmes      |                                |                                |             |             | e           |             |             | e           |             |             |             | e           |             | e          |            |         |         | e       |         |          | e        |          |           |           | e         |           |       | e    |

### Taekwondo
| Athlète | Compétition    | Éliminatoires       | Quart de finale     | Demi-finale         | Repêchage           | Finale / CB         | Rang |
| Athlète | Compétition    | Adversaire Résultat | Adversaire Résultat | Adversaire Résultat | Adversaire Résultat | Adversaire Résultat | Rang |
| ------- | -------------- | ------------------- | ------------------- | ------------------- | ------------------- | ------------------- | ---- |
|         | Moins de 58 kg |                     |                     |                     |                     |                     | e    |
|         | Moins de 68 kg |                     |                     |                     |                     |                     | e    |
|         | Moins de 80 kg |                     |                     |                     |                     |                     | e    |
|         | Plus de 80 kg  |                     |                     |                     |                     |                     | e    |

| Athlète | Compétition    | Éliminatoires       | Quart de finale     | Demi-finale         | Repêchage           | Finale / CB         | Rang |
| Athlète | Compétition    | Adversaire Résultat | Adversaire Résultat | Adversaire Résultat | Adversaire Résultat | Adversaire Résultat | Rang |
| ------- | -------------- | ------------------- | ------------------- | ------------------- | ------------------- | ------------------- | ---- |
|         | Moins de 49 kg |                     |                     |                     |                     |                     | e    |
|         | Moins de 57 kg |                     |                     |                     |                     |                     | e    |
|         | Moins de 67 kg |                     |                     |                     |                     |                     | e    |
|         | Plus de 67 kg  |                     |                     |                     |                     |                     | e    |

### Tennis
| Joueur (n° de tête de série) | Compétition | 1/32e de finale     | 1/16e de finale     | 1/8e de finale      | Quarts de finale    | Demi-finales        | Finale / MB         |
| Joueur (n° de tête de série) | Compétition | Adversaire Résultat | Adversaire Résultat | Adversaire Résultat | Adversaire Résultat | Adversaire Résultat | Adversaire Résultat |
| ---------------------------- | ----------- | ------------------- | ------------------- | ------------------- | ------------------- | ------------------- | ------------------- |
| ()                           | Messieurs   |                     |                     |                     |                     |                     |                     |
| ()                           | Dames       |                     |                     |                     |                     |                     |                     |

| Joueurs (n° de tête de série) | Compétition | 1/16e de finale      | 1/8e de finale       | Quarts de finale     | Demi-finales         | Finale / MB          |
| Joueurs (n° de tête de série) | Compétition | Adversaires Résultat | Adversaires Résultat | Adversaires Résultat | Adversaires Résultat | Adversaires Résultat |
| ----------------------------- | ----------- | -------------------- | -------------------- | -------------------- | -------------------- | -------------------- |
| ()                            | Messieurs   | /                    | /                    | /                    | /                    | /                    |
| ()                            | Dames       | /                    | /                    | /                    | /                    | /                    |
| ()                            | Mixte       | /                    | /                    | /                    | /                    | /                    |

### Tennis de table
| Athlète(s) (n° de tête de série) | Compétition      | Tour préliminaire   | 1er tour            | 2e tour             | 3e tour             | 4e tour             | Quart de finale     | Demi-finale         | Finale / MB         | Rang |
| Athlète(s) (n° de tête de série) | Compétition      | Adversaire(s) Score | Adversaire(s) Score | Adversaire(s) Score | Adversaire(s) Score | Adversaire(s) Score | Adversaire(s) Score | Adversaire(s) Score | Adversaire(s) Score | Rang |
| -------------------------------- | ---------------- | ------------------- | ------------------- | ------------------- | ------------------- | ------------------- | ------------------- | ------------------- | ------------------- | ---- |
| Nicolás Burgos (34)              | Simple messieurs | Exempté             | Non disputé         | Kirill Gerassimenko |                     |                     |                     |                     |                     | e    |
| Zeng Zhiying (60)                | Simple dames     | Mariana Sahakian    | Non disputé         |                     |                     |                     |                     |                     |                     | e    |

### Tir
| Tireurs | Compétition                  | Qualification | Qualification | Finale | Finale |
| Tireurs | Compétition                  | Points        | Rang          | Points | Rang   |
| ------- | ---------------------------- | ------------- | ------------- | ------ | ------ |
|         | Pistolet à 10 m air comprimé |               | e             |        | e      |
|         | Pistolet à 25 m tir rapide   |               | e             |        | e      |
|         | Carabine à 10 m air comprimé |               | e             |        | e      |
|         | Carabine à 50 m 3 positions  |               | e             |        | e      |
|         | Fosse olympique              |               | e             |        | e      |
|         | Skeet                        |               | e             |        | e      |

| Tireuses | Compétition                  | Qualification | Qualification | Finale | Finale |
| Tireuses | Compétition                  | Points        | Rang          | Points | Rang   |
| -------- | ---------------------------- | ------------- | ------------- | ------ | ------ |
|          | Pistolet à 10 m air comprimé |               | e             |        | e      |
|          | Pistolet à 25 m              |               | e             |        | e      |
|          | Carabine à 10 m air comprimé |               | e             |        | e      |
|          | Carabine à 50 m 3 positions  |               | e             |        | e      |
|          | Fosse olympique              |               | e             |        | e      |
|          | Skeet                        |               | e             |        | e      |

| Tireurs | Compétition                  | Qualification 1 | Qualification 1 | Qualification 2 | Qualification 2 | Finale / MB          | Finale / MB |
| Tireurs | Compétition                  | Points          | Rang            | Points          | Rang            | Adversaires Résultat | Rang        |
| ------- | ---------------------------- | --------------- | --------------- | --------------- | --------------- | -------------------- | ----------- |
|         | Pistolet à 10 m air comprimé |                 | e               |                 | e               | /                    | e           |
|         | Carabine à 10 m air comprimé |                 | e               |                 | e               | /                    | e           |
|         | Skeet                        |                 | e               | Non disputé     | Non disputé     | /                    | e           |

### Tir à l'arc
| Athlète | Compétition | Tour préliminaire | Tour préliminaire | 1/32e de finale  | 1/16e de finale  | 1/8e de finale   | Quart de finale  | Demi-finale      | Finale / MB      | Rang |
| Athlète | Compétition | Score             | Rang              | Adversaire Score | Adversaire Score | Adversaire Score | Adversaire Score | Adversaire Score | Adversaire Score | Rang |
| ------- | ----------- | ----------------- | ----------------- | ---------------- | ---------------- | ---------------- | ---------------- | ---------------- | ---------------- | ---- |
|         | Hommes      |                   | e                 |                  |                  |                  |                  |                  |                  | e    |
|         | Femmes      |                   | e                 |                  |                  |                  |                  |                  |                  | e    |

| Athlètes | Compétition | Tour préliminaire | Tour préliminaire | 1/8e de finale    | Quart de finale   | Demi-finale       | Finale / MB       | Rang |
| Athlètes | Compétition | Score             | Rang              | Adversaires Score | Adversaires Score | Adversaires Score | Adversaires Score | Rang |
| -------- | ----------- | ----------------- | ----------------- | ----------------- | ----------------- | ----------------- | ----------------- | ---- |
|          | Hommes      |                   | e                 |                   |                   |                   |                   | e    |
|          | Femmes      |                   | e                 |                   |                   |                   |                   | e    |
|          | Mixte       |                   | e                 |                   |                   |                   |                   | e    |

### Triathlon
| Athlète | Compétition | Natation (1,5 km) | Transition 1 | Vélo (40 km) | Transition 2 | Course (10 km) | Temps | Résultat |
| ------- | ----------- | ----------------- | ------------ | ------------ | ------------ | -------------- | ----- | -------- |
|         | Hommes      |                   |              |              |              |                |       | e        |
|         | Femmes      |                   |              |              |              |                |       | e        |

| Athlète | Natation (300 m) | Transition 1 | Vélo (8 km) | Transition 2 | Course (2 km) | Temps (athlètes) | Temps (équipe) | Résultat |
| ------- | ---------------- | ------------ | ----------- | ------------ | ------------- | ---------------- | -------------- | -------- |
|         |                  |              |             |              |               |                  |                | e        |
|         |                  |              |             |              |               |                  |                |          |
|         |                  |              |             |              |               |                  |                |          |
|         |                  |              |             |              |               |                  |                |          |

### Voile
Nota : le résultat barré est le plus mauvais de l’athlète concerné. Il n’est pas pris en compte dans le total.
| Athlètes | Compétition  | Régates | Régates | Régates | Régates | Régates | Régates | Régates | Régates | Régates | Régates | Régates     | Régates     | Régates | Total net | Classement |
| Athlètes | Compétition  | 1       | 2       | 3       | 4       | 5       | 6       | 7       | 8       | 9       | 10      | 11          | 12          | CM      | Total net | Classement |
| -------- | ------------ | ------- | ------- | ------- | ------- | ------- | ------- | ------- | ------- | ------- | ------- | ----------- | ----------- | ------- | --------- | ---------- |
|          | Laser        |         |         |         |         |         |         |         |         |         |         | non disputé | non disputé |         |           | e          |
|          | 49er         |         |         |         |         |         |         |         |         |         |         |             |             |         |           | e          |
|          | IQFoil       |         |         |         |         |         |         |         |         |         |         |             |             |         |           | e          |
|          | Formula Kite |         |         |         |         |         |         |         |         |         |         |             |             |         |           | e          |

| Athlètes | Compétition  | Régates | Régates | Régates | Régates | Régates | Régates | Régates | Régates | Régates | Régates | Régates     | Régates     | Régates | Total net | Classement |
| Athlètes | Compétition  | 1       | 2       | 3       | 4       | 5       | 6       | 7       | 8       | 9       | 10      | 11          | 12          | CM      | Total net | Classement |
| -------- | ------------ | ------- | ------- | ------- | ------- | ------- | ------- | ------- | ------- | ------- | ------- | ----------- | ----------- | ------- | --------- | ---------- |
|          | Laser Radial |         |         |         |         |         |         |         |         |         |         | non disputé | non disputé |         |           | e          |
|          | 49er FX      |         |         |         |         |         |         |         |         |         |         |             |             |         |           | e          |
|          | IQFoil       |         |         |         |         |         |         |         |         |         |         |             |             |         |           | e          |
|          | Formula Kite |         |         |         |         |         |         |         |         |         |         |             |             |         |           | e          |

| Athlètes | Compétition | Régates | Régates | Régates | Régates | Régates | Régates | Régates | Régates | Régates | Régates | Régates     | Régates     | Régates | Total net | Classement |
| Athlètes | Compétition | 1       | 2       | 3       | 4       | 5       | 6       | 7       | 8       | 9       | 10      | 11          | 12          | CM      | Total net | Classement |
| -------- | ----------- | ------- | ------- | ------- | ------- | ------- | ------- | ------- | ------- | ------- | ------- | ----------- | ----------- | ------- | --------- | ---------- |
|          | Nacra 17    |         |         |         |         |         |         |         |         |         |         |             |             |         |           | e          |
|          | 470         |         |         |         |         |         |         |         |         |         |         | non disputé | non disputé |         |           | e          |

### Volley-ball

#### Beach-volley
| Athlètes | Compétition      | Tour préliminaire | Tour préliminaire | Tour préliminaire | Tour préliminaire | 1/8e de finale    | Quart de finale   | Demi-finale       | Finale / MB       | Rang |
| Athlètes | Compétition      | Adversaires Score | Adversaires Score | Adversaires Score | Rang              | Adversaires Score | Adversaires Score | Adversaires Score | Adversaires Score | Rang |
| -------- | ---------------- | ----------------- | ----------------- | ----------------- | ----------------- | ----------------- | ----------------- | ----------------- | ----------------- | ---- |
|          | Tournoi masculin | /                 | /                 | /                 | e                 | /                 | /                 | /                 | /                 | e    |
|          | Tournoi féminin  | /                 | /                 | /                 | e                 | /                 | /                 | /                 | /                 | e    |